# Sofie Castenschiold
Thora Gerda Sofie Castenschiold (Copenhaguen, Dinamarca, 2 de febrer de 1882 − Helsingborg, Suècia, 30 de gener de 1979) fou una tennista danesa, guanyadora d'una medalla olímpica d'argent en els Jocs Olímpics d'Estocolm 1912.
Fou membre de l'equip de Kjøbenhavns Boldklub que va guanyar el primer campionat danès de tennis femení l'any 1906. A més, el van defensar amb èxit les quatre edicions següents.

## Jocs Olímpics

### Individual
| Any  | Campionat                                  | Oponent      | Resultat |
| ---- | ------------------------------------------ | ------------ | -------- |
| 1912 | Jocs Olímpics, Estocolm, Suècia (interior) | Edith Hannam | 4−6, 3−6 |